# Kevin Federline
Kevin Earl Federline (født 21. marts 1978) er en amerikansk danser, rapper, model og skuespiller. Han er tidligere gift med skuespillerinden Shar Jackson, og er bedst kendt for sit to år lange ægteskab med sangerinden Britney Spears. Parrets skilsmisse i 2006, og det efterfølgende retslige efterspil om forældremyndigheden til deres to sønner Sean Preston Federline og Jayden James Federline, var genstand for stor mediebevågenhed.